# Vitória Pais Freire de Andrade
Vitória Pais Freire de Andrade (Ponte de Sor, 20 de gener del 1883 - Lisboa, 7 de desembre del 1930) fou una professora i periodista feminista portuguesa que va tenir un paper important en el Conselho Nacional das Mulheres Portuguesas en la dècada del 1920. També fou coneguda per la seua lluita per l'abolició de la prostitució i les corregudes de toros a Portugal.

## Biografia
Vitória Pais Freire de Andrade Madeira nasqué el 20 de gener del 1883, a Ponte de Sor, al districte de Portalegre de Portugal. Era filla d'Arsenia Maria Mineira i de José Albertino Freire d'Andrade, mestre d'escola primària. El 1903, ja casada amb Manuel Joaquim Madeira, comerciant de Portalegre, entrà en l'Escola normal d'aquesta localitat, tot i haver començat a impartir classes en algunes escoles primàries properes a sa casa.
Fou professora i va exercir un paper didàctic més enllà de les aules, en la vida associativa i cívica. Era molt apreciada pels seus companys mestres de primària. Es va comprometre a lluitar contra la prostitució i la seua regulació per part de l'estat, i encapçalà també el moviment per l'extinció de les corregudes de bous.

### Feminisme
Vitória Freire d'Andrade, que rares vegades usava el cognom del marit i sovint es deia simplement Vitória Pais, començà a recolzar les causes feministes, unint-se a la Lliga das Mulheres Republicanas, en què col·laborà en la revista de la Lliga, A Mulher e a Criança (La mare i el xiquet), publicada d'abril del 1909 a maig del 1911 i més tard en el diari A Matinada, editat per la Lliga das Mulheres Republicanas entre 1911 i 1918. El 1912, participà en una campanya per a prohibir la venda de tabac i alcohol a menors. Durant aquest període, entrà en l'Associació de Professors de Portugal. També fou membre de l'Associació de Propaganda Feminista (APF), i des del 1015, responsable de la publicació del seu diari, A Semeadora.
Com altres activistes, Vitória Freire es va convertir en francmaçona el 1916. Durant la Primera Guerra Mundial es traslladà amb el marit a Lisboa, on es matriculà en el Curs d'Infermeria organitzat per la Croada de Dones Portugueses (CMP), i fou deixebla de Sofia Quintino. Després d'aprovar l'examen, ajudà els soldats ferits que havien tornat a Lisboa. A principis de la dècada del 1920, entrà en el Conselho Nacional das Mulheres Portuguesas. Va fer campanya contra la prostitució i per la millora de l'educació per a les xiquetes. Fou presidenta de l'Assemblea General del Consell el 1923 i 1925 i tresorera el 1926. Va formar part del comité organitzador del Primer Congrés Feminista i d'Educació de la CNMP, realitzat al 1924, i feu una presentació al Congrés sobre la "Influència dels espectacles públics en l'educació". El comité organitzador el va presidir Adelaide Cabete i en el congrés, a més de la mateixa Vitória Freire, van intervenir altres activistes com ara Deolinda Lopes Vieira, Maria O'Neill o Maria Isabel Correia Manso.

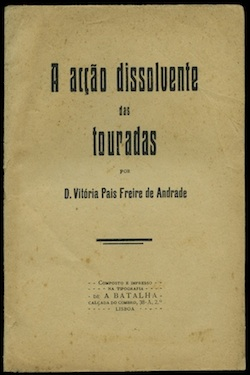
L'acció dissolvent de les corregudes de bous, Vitória Pais Freire de Andrade, 1925

### Oposició a la tauromàquia
Vitória Freire també lluità en defensa dels animals, advocant per la fi de les corregudes de bous a Portugal, i publicà el 1925 un article, A acção dissolvente das touradas (Acció per a acabar amb les corregudes de toros), en què mostrava preocupació per l'exposició dels infants a la violència de l'espectacle sanguinari. Es va incorporar, en la dècada del 1920, al consell editorial de la revista Educação Social. Durant aquest període, assistí a alguns cursos de la Facultat d'Arts de la Universitat de Lisboa i es matriculà en l'Escola Normal de Lisboa, on fou presidenta de l'Associació d'Estudiants. El 1925, representava la CNMP en el comité organitzador de la primera Setmana da Criança (Setmana de l'Infant), organitzada per l'Associació de Mestres.
Vitória Freire de Andrade morí el 7 de desembre del 1930 a sa casa lisboeta. En un obituari, Deolinda Lopes Vieira recordava aquesta "defensora entusiasta d'una educació moderna, científica i lliure de dogmes", amb "esperit lúcid i oberta a totes les idees de progrés i llibertat".

## Obra
- 1925, A Acção dissolvente das touradas, Lisboa: Tip. Batalha.